# Kiss on My List
«Kiss on My List»  es una canción del dúo estadounidense Hall & Oates. Fue escrita por Daryl Hall y Janna Allen, y producida por Hall y John Oates. Fue el tercer sencillo de su noveno álbum de estudio, Voices (1980).
En Estados Unidos se convirtió en su segundo sencillo número 1 en el Billboard Hot 100 y se mantuvo durante tres semanas en el primer puesto.
El video musical fue el número 204 que se emitió en el primer día de transmisión de MTV. La versión de 45 rpm de la canción aparece en los álbumes recopilatorios Rock 'n Soul Part 1 (1983) y Playlist: The Very Best of Daryl Hall & John Oates (2008).
Una versión de la canción fue lanzada por la banda estadounidense The Bird and the Bee para Interpreting the Masters Volume 1: A Tribute to Daryl Hall and John Oates, un álbum tributo a Hall & Oates lanzado en 2010.
En 2015, el cantante canadiense Matt Dusk y la cantante polaca Margaret incluyeron su propia versión "Your Kiss Is On My List" en el álbum Just the Two of Us.

## Posicionamiento en listas
| Lista (1981)                          | Máxima posición |
| ------------------------------------- | --------------- |
| Australia (Kent Music Report)         | 13              |
| Canadá (RPM Top Singles)              | 7               |
| Nueva Zelanda (Recorded Music NZ)     | 33              |
| Reino Unido (Official Charts Company) | 33              |
| Estados Unidos (Billboard Hot 100)    | 1               |
| Estados Unidos (Adult Contemporary)   | 16              |
| Estados Unidos (Mainstream Rock)      | 54              |

## Personal
- Daryl Hall - voz principal, teclados, sintetizadores
- John Oates - coros, guitarras de 6 y 12 cuerdas, caja de ritmos Roland CR-78
- John Siegler - bajo
- Jerry Marotta - batería

Músicos adicionales
- Jeff Southworth - guitarra líder
- Mike Klvana – técnico de equipos